# Superpohár UEFA 2019
Superpohár UEFA 2019 byl 44. ročník evropské klubové fotbalové soutěže Superpohár UEFA, pořádané Evropskou fotbalovou asociací UEFA. Jde o zápas mezi vítězem Ligy mistrů a vítězem Evropské ligy. V zápase se poprvé v historii představily dva týmy z Anglie, vítěz Ligy mistrů UEFA 2018/19 Liverpool a vítěz Evropské ligy UEFA 2018/19 Chelsea. Zápas se odehrál 14. srpna 2019 na stadionu Vodafone Park v tureckém Istanbulu. Poprvé v historii se byl v této soutěži použit systém VAR.
Liverpool vyhrál zápas 5:4 na penalty, které následovaly nerozhodnému stavu 2:2 po prodloužení, a již počtvrté obdržel pohár pro vítěze Superpoháru UEFA.

## Zápas

### Shrnutí
Po 36 minutách hry se chopila vedení Chelsea, poté co přihrávka Christian Pulišiće našla nabíhajícího Oliviera Girouda, který umístil míč levačkou do pravého dolního rohu brány. Pulišićovi se vzápětí podařilo vstřelit druhý gól Chelsea, který však byl po prozkoumání systémem VAR odvolán. Ve 48. minutě srovnal na 1:1 Sadio Mané, který zblízka doklepl míč do sítě po akrobatické přihrávce náhradníka Roberta Firmina. V 83. minutě se za Chelsea gólově prosadil mladý Angličan Mason Mount, jeho gól však po dalším zásahu systému VAR rovněž neplatil. Za nerozhodného stavu 1:1 se zápas přesunul do prodloužení a v 95. minutě poslal Sadio Mané svým druhým gólem Liverpool do vedení, když našel pravý horní roh brány po další asistenci Roberta Firmina. Poté, co bylo za pomoci systému VAR rozhodnuto, že brankář Liverpoolu Adrián pomohl na zem mladému útočníkovi Tammy Abrahamovi, Chelsea byla obdarována pokutovým kopem. Jorginho překonal Adriána přízemní střelou do pravého rohu a srovnal skóre na 2:2. Ani prodloužení nerozhodlo o vítězi utkání a na řadu tak přišel penaltový rozstřel. Všech pět Liverpoolských exekutorů penalty proměnilo a na straně Chelsea se v 5. sérii postavil k míči Tammy Abraham. Jeho nízkou střelu vyrazil pravou nohou Adrián a Liverpool se stal vítězem.

### Detaily
| 14. srpna 2019 21:00 |             |                                 |                                                                     |
| Liverpool            | 2 : 2 (pp.) | Chelsea                         | Vodafone Park, Istanbul diváci: 38 434 rozhodčí: Stéphanie Frappart |
| Mané 48', 95' (pen.) | (Report)    | Giroud 36' Jorginho 101' (pen.) | Vodafone Park, Istanbul diváci: 38 434 rozhodčí: Stéphanie Frappart |

|                                              |       | Penaltový rozstřel                     |  |
| Firmino Fabinho Origi Alexander-Arnold Salah | 5 : 4 | Jorginho Barkley Mount Emerson Abraham |  |

| BR           | 13 | Adrián                  |      |      |
| PO           | 12 | Joe Gomez               |      |      |
| SO           | 32 | Joël Matip              |      |      |
| SO           | 4  | Virgil van Dijk         |      |      |
| LO           | 26 | Andrew Robertson        |      | 91'  |
| SZ           | 7  | James Milner            |      | 64'  |
| SZ           | 3  | Fabinho                 |      |      |
| SZ           | 14 | Jordan Henderson (C)    | 85'  |      |
| PK           | 15 | Alex Oxlade-Chamberlain |      | 46'  |
| HÚ           | 11 | Mohamed Salah           |      |      |
| LK           | 10 | Sadio Mané              |      | 103' |
| Náhradníci:  |    |                         |      |      |
| B            | 22 | Andy Lonergan           |      |      |
| B            | 62 | Caoimhín Kelleher       |      |      |
| O            | 51 | Ki-Jana Hoever          |      |      |
| O            | 66 | Trent Alexander-Arnold  | 107' | 91'  |
| Z            | 5  | Georginio Wijnaldum     |      | 64'  |
| Z            | 20 | Adam Lallana            |      |      |
| Z            | 23 | Xherdan Shaqiri         |      |      |
| Z            | 67 | Harvey Elliott          |      |      |
| Ú            | 9  | Roberto Firmino         |      | 46'  |
| Ú            | 24 | Rhian Brewster          |      |      |
| Ú            | 27 | Divock Origi            |      | 103' |
| Manažer:     |    |                         |      |      |
| Jürgen Klopp |    |                         |      |      |

| BR            | 1  | Kepa Arrizabalaga     |     |      |
| PO            | 28 | César Azpilicueta (C) | 79' |      |
| SO            | 15 | Kurt Zouma            |     |      |
| SO            | 4  | Andreas Christensen   |     | 85'  |
| LO            | 33 | Emerson Palmieri      |     |      |
| SZ            | 5  | Jorginho              |     |      |
| SZ            | 7  | N'Golo Kanté          |     |      |
| SZ            | 17 | Mateo Kovačić         |     | 101' |
| PK            | 22 | Christian Pulišić     |     | 74'  |
| HÚ            | 18 | Olivier Giroud        |     | 74'  |
| LK            | 11 | Pedro                 |     |      |
| Náhradníci:   |    |                       |     |      |
| B             | 13 | Willy Caballero       |     |      |
| O             | 2  | Antonio Rüdiger       |     |      |
| O             | 3  | Marcos Alonso         |     |      |
| O             | 21 | Davide Zappacosta     |     |      |
| O             | 29 | Fikayo Tomori         |     | 85'  |
| Z             | 8  | Ross Barkley          |     | 101' |
| Z             | 19 | Mason Mount           |     | 74'  |
| Z             | 47 | Billy Gilmour         |     |      |
| Ú             | 9  | Tammy Abraham         |     | 74'  |
| Ú             | 10 | Willian               |     |      |
| Ú             | 16 | Kenedy                |     |      |
| Ú             | 23 | Michy Batshuayi       |     |      |
| Manažer:      |    |                       |     |      |
| Frank Lampard |    |                       |     |      |